# Microregiunea Ercsi
Microregiunea Ercsi (în maghiară Ercsi kistérség) a fost o microregiune statistică (kistérség) din județul Fejér, Ungaria.
Cu o populație de 24.319 locuitori și o suprafață de 236,65 km2, aceasta a existat până în 2014, când în Ungaria, microregiunile ”kistérségek” au fost înlocuite de districte (járások).